# NGC 155
NGC 155 (również PGC 2076) – galaktyka soczewkowata (S0), znajdująca się w gwiazdozbiorze Wieloryba. Odkrył ją Lewis A. Swift 1 września 1886 roku.